# Убайдия
(Эль-)Убайди́я, или (Эль-)Убейди́я (араб. العبيدية‎, ивр. אל-עובידיה‎), или Тель-Ова́дия (ивр. תל עובדיה‎) — археологический памятник эпохи плейстоцена в Северном округе Израиля, где засвидетельствованы древнейшие в Левантийском коридоре следы миграции Homo erectus из Африки в Евразию (около 1,5 млн лет назад). Здесь найдены фрагменты теменной и височной кости (UB 1703, 1704, 1705, 1706), зубы древнего человека (два резца — UB 1700, UB 335 и моляр — UB 1701), позвонок UB-10749 ребёнка 6—12 лет, жившего в Иорданской долине 1,5 млн л. н. UB 10749 из слоя II-23, скорее всего, был гоминином с крупным телом. Предполагаемые рост и вес UB 10749 на момент смерти очень хорошо соответствуют таковым для 8-летнего индивида KNM-WT 15000 (мальчик из Турканы) из Нариокотоме III (Кения). Во взрослом состоянии UB 10749 мог достигнуть высоты 198 см и массы тела 100 кг, что гораздо больше значений дманисского гоминида D2700/D2735 (41 кг и 153,1 см). UB 10749 слишком велик, чтобы принадлежать к гомининам с маленьким телом, таким как Homo habilis sensu lato, и обнаруживает сходство с раннеплейстоценовыми восточноафриканскими гомининами крупного телосложения, такими как KNM WT 15000 из Нариокотоме III, KNM-ER 736 и KNM-ER 1808 из Кооби-Форы и MK3 (IB7594) из Гомборе в районе Мелка-Контуре (Эфиопия).
На стоянке найдены каменные топоры ашельского типа. Разница в каменных орудийных комплексах между Дманиси (олдован) и Убейдией (ашель) отражают разные отдельные события расселения людей из Африки и подтверждают гипотезу о том, что крупнотелый гоминин из Убейдии и более древний мелкотелый гоминин из Дманиси не принадлежали к одной и той же популяции.
1,6—1,2 млн л. н. обитатели стоянки Убейдия регулярно охотились на млекопитающих среднего размерного класса, таких как олени и лошади. Слои разреза, датированные возрастом примерно 1,7—1,6 млн л. н., содержат предметы каменной индустрии с признаками олдованской культуры.
Пещера находится в долине реки Иордан, примерно в 3 км к югу от Тивериадского озера (озера Кинерет).
Доисторический памятник был открыт в 1959 году. Раскопки проводились в 1960—1974 годах различными группами под руководством археологов О. Бар-Йосефа и Н. Горен-Инбара.